# Dhammayangyi
21° 09′ 43,11″ N, 94° 52′ 22,51″ L

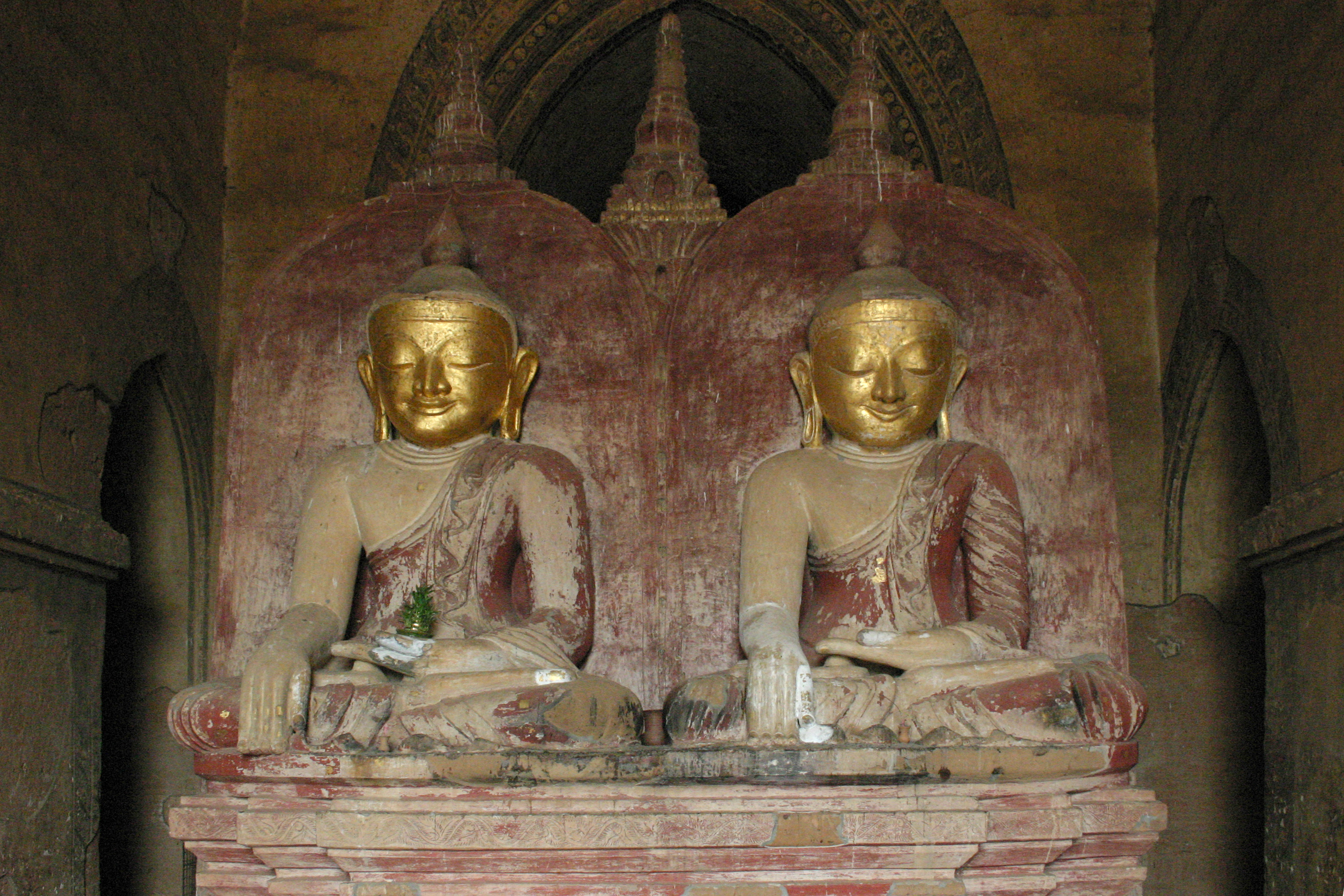
Estatuas de Buda dentro do Dhammayangyi

O Templo de Dhammayangyi é um templo budista localizado no centro histórico de Pagã, na Birmânia. Maior de todos os templos em Pagã, o Dhammayan como é popularmente conhecido, foi construído durante o reinado do rei Narathu (r. 1167–1170). Ele subiu ao trono assassinando seu pai Alaungsithu e seu irmão mais velho. Presumivelmente ele construiu este grande templo para expiar seus pecados.
O Dhammayangyi foi construído em um plano semelhante ao templo de Ananda. Crônicas birmanesas afirmam que enquanto a construção do templo estava no final, o rei foi assassinado por alguns invasores indianos e, portanto, o templo não foi concluído. Fontes cingalesas, contudo, indicam que o rei foi morto por invasores do Ceilão.
Atualmente o seu principal acesso é pelo lado norte, passando por um dos quatro enormes portões do muro externo que estão colocados nas quatro direções cardinais.
O exterior do templo assemelha-se ao templo de Ananda e ao de Thatbyinnyu com duas divisões horizontais em cada parede. Do original revestimento externo somente existe dez porcento.
O interior do templo é emparedado por razões desconhecidas, assim, apenas os quatro pórticos e os corredores exteriores são acessíveis.

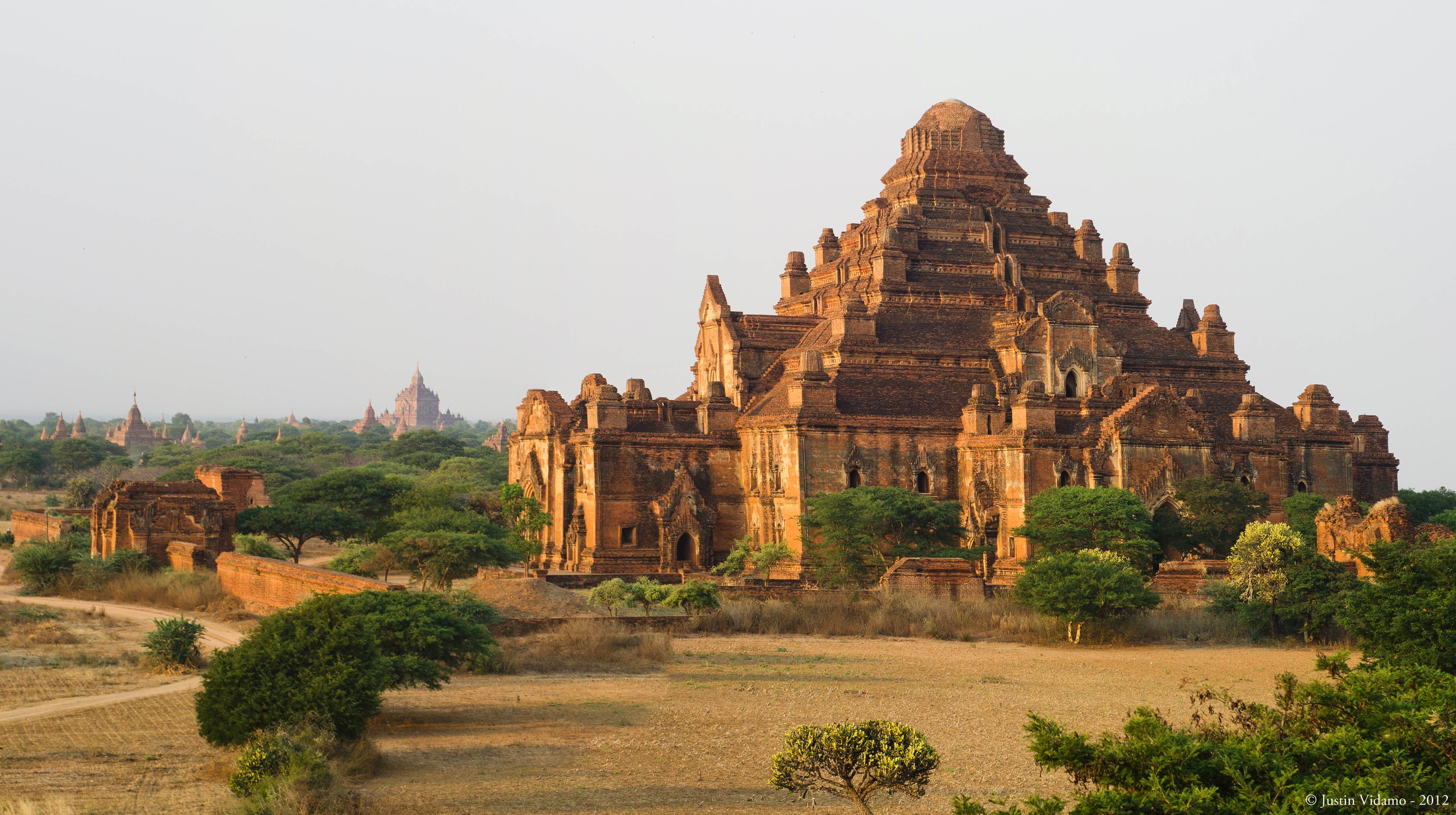
Outro angulo do Templo

Segundo estimativas feitas atualmente, considerando o seu volume foram utilizados seis milhões de tijolos.

## Ligações Externas
- Dhammayangyi Temple - Fotos no Flickr
- MyanmarBagan Travel Information